# 627
627 је била проста година.

## Догађаји
- 12. децембар — Битка код Ниниве

- Византијско-сасанидски рат: цар Ираклије пролази кроз јужну Јерменију са експедиционим снагама од 50.000 људи, поново заузимајући већину византијских тврђава изгубљених од Персијанаца десет и петнаест година раније. Шахрбаразова војска, која је још увек у Анадолији, сада је потпуно одсечена. Чувши од византијских агената (показујући му писма) да краљ Хозроје II, незадовољан својим неуспехом да заузме Цариград, планира да га погуби, он се предаје Ираклију, одбијајући да се придружи византијској војсци против свог незахвалног владара.
- Трећи персијско-турски рат: Гектурци и њихови хазарски савезници (40.000 људи) приближавају се Каспијским вратима и заузимају персијску тврђаву у Дербенту (савремени Дагестан). Ираклије маршира на горњи Тигар и напада персијско средиште, остављајући Хазаре под Тонг Јагху Каганом да наставе са опсадом Тблилисија.
- 12. децембар – Битка код Ниниве: Цар Ираклије прелази реку Велики Заб и, у лажном повлачењу, побеђује персијску војску (12.000 људи) под Рахзадом, у близини рушевина Ниниве (Ирак). Иако рањен, Ираклије одбија да напусти бојно поље и у последњој коњичкој јуриш лично убија персијског генерала.
- Зима – Ираклије пљачка градску палату Дастгерд (Иран) и стиче огромно богатство (такође враћа 300 заробљених византијских застава). Скреће на североисток ка Кавкаској Албанији да одмори своју војску. Хозроје II бежи у планине Сусиана, да окупи подршку за одбрану персијске престонице Ктесифона.
- Краљ Еорпвалд од Источне Англије је убијен, а наследио га је Ричберхт. Припадник је источноанглијске елите; током његове владавине поново се успоставља паганство.
- 12. април – Епископ Јорка Павлин преобратио је краља Едвина од Нортамбрије у хришћанство, који му је претходно спасао живот.
- 31. март – Битка код рова: Мухамед је успешно издржао опсаду Медине 27 дана од стране меканских снага (10.000 људи) под Абу Суфјаном, чији се савезници, јеврејско племе Бану Курајза, на крају предају Мухамеду.
- 12. април – Павлин, последњи од мисионара које је послао папа Гргур I, гради дрвену цркву у старом седишту римских легионара у Јорку и крсти Едвина Нортамбријског као првог хришћанског краља у северној Енглеској.
- Четврти сабор у Макону: Сабор хришћанских епископа одобрава монашко правило Светог Колумбана у граду Макону (Бургундија).
- Куниберт је изабран за епископа Келна. За све време његовог епископата, монаштво цвета у Аустразији.